# کوین اوه
این یک نام کره‌ای است؛ نام خانوادگی اوه است.
کوین اوه (کره‌ای: 케빈오؛ زادهٔ ۲۹ اوت ۱۹۹۰) خواننده-ترانه‌سرای کره‌ای-آمریکایی است. او برندهٔ برنامهٔ سوپراستار کی۷ است. کوین اوه نخستین ئی‌پی خود را به نام استارداست در ۲۰ ژانویه ۲۰۱۷ منتشر کرد. او همچنین به عنوان شرکت کننده در برنامهٔ شبکه جی‌تی‌بی‌سی به نام سوپربند حضور پیدا کرد.

## ترانه‌شناسی

### آلبوم‌های چندآهنگه
| عنوان                | جزئیات آلبوم                                                               | بالاترین موقعیت جدول | فروش             |
| عنوان                | جزئیات آلبوم                                                               | کره جنوبی            | فروش             |
| -------------------- | -------------------------------------------------------------------------- | -------------------- | ---------------- |
| استارداست (Stardust) | - انتشار: ۲۰ ژانویه ۲۰۱۷ - ناشر: سی‌جی ئی‌اندام - قالب: سی‌دی، دانلود دیجیتال | ۳۵                   | - کره جنوبی: ۷۰۱ |

### تک‌آهنگ‌ها
| عنوان                                        | سال                  | بالاترین موقعیت جدول | فروش (دی‌ال)          | آلبوم                |
| عنوان                                        | سال                  | کره جنوبی            | فروش (دی‌ال)          | آلبوم                |
| به عنوان آرتیست اصلی                         | به عنوان آرتیست اصلی | به عنوان آرتیست اصلی | به عنوان آرتیست اصلی | به عنوان آرتیست اصلی |
| -------------------------------------------- | -------------------- | -------------------- | -------------------- | -------------------- |
| «استارداست» (Stardust)                       | ۲۰۱۷                 | —                    | —                    | استارداست            |
| «متاسفم» (Sorry; 알아줘)                     | ۲۰۱۷                 | —                    | —                    | تک‌آهنگ بدون آلبوم    |
| "—" بیانگر انتشاری است که وارد جدول نشده‌است. |                      |                      |                      |                      |

### ساندترک‌ها
| سال  | عنوان                                                       | آلبوم                         |
| ---- | ----------------------------------------------------------- | ----------------------------- |
| ۲۰۱۶ | «بیبی بلو» (Baby Blue)                                      | اواس‌تی دوستان عزیز من         |
| ۲۰۱۷ | «نور من باش» (Be My Light)                                  | اواس‌تی ماشین تحریر شیکاگو     |
| ۲۰۱۷ | «با تو» (With You)                                          | اواس‌تی منهول                  |
| ۲۰۱۸ | «یک پرواز دیگر» (One More Flight)                           | اواس‌تی شب دوازدهم             |
| ۲۰۱۹ | «نمی‌توانم بگویم که فقط تو هستی» (I Can't Say It's Only You) | اواس‌تی حالا با عشق تمیز کن    |
| ۲۰۲۰ | «ذهن» (Mind)                                                | اواس‌تی لیگ جذاب               |
| ۲۰۲۰ | «آرام سقوط کردن» (Falling Slow)                             | اواس‌تی فراتر از دوستی         |
| ۲۰۲۱ | «دیوانه» (Crazy)                                            | اواس‌تی دی.پی. (همراه پرایمری) |
| ۲۰۲۱ | «بلندتر (ورژن آکوستیک)» (Higher (Acoustic Version))         | اواس‌تی دی.پی. (همراه پرایمری) |
| ۲۰۲۱ | «آزاد» (Free)                                               | اواس‌تی دی.پی. (همراه پرایمری) |
| ۲۰۲۱ | «بلندتر (ورژن سیث)» (Higher (Synth Version))                | اواس‌تی دی.پی. (همراه پرایمری) |
| ۲۰۲۲ | «خاطرات بیشتر از عشق» (Memories More than Love)             | اواس‌تی گل برفی                |